# Municipio de Cottonwood (Minnesota)
El municipio de Cottonwood (en inglés: Cottonwood Township) es un municipio ubicado en el condado de Brown en el estado estadounidense de Minnesota. En el año 2010 tenía una población de 840 habitantes y una densidad poblacional de 9,34 personas por km².

## Geografía
El municipio de Cottonwood se encuentra ubicado en las coordenadas 44°14′15″N 94°26′33″O / 44.23750, -94.44250. Según la Oficina del Censo de los Estados Unidos, el municipio tiene una superficie total de 89.89 km², de la cual 89,74 km² corresponden a tierra firme y (0,16 %) 0,15 km² es agua.

## Demografía
Según el censo de 2010, había 840 personas residiendo en el municipio de Cottonwood. La densidad de población era de 9,34 hab./km². De los 840 habitantes, el municipio de Cottonwood estaba compuesto por el 100 % blancos. Del total de la población el 0,95 % eran hispanos o latinos de cualquier raza.